# ويليام شانكس
وليام شانكس (بالإنجليزية: William Shanks)‏(25 يناير 1812-يونيو 1882) هو عالم رياضيات بريطاني.

## الأعمال الرياضية
اشتهر وليام شانكس بحساب باي إلى 707 رتب عشرية، خلال 15 سنة من عمره، باستعمال صيغة اكتشفها جون ماكن:

{\displaystyle {\frac {\pi }{4}}=4\arctan {\frac {1}{5}}-\arctan {\frac {1}{239}}}

نشر شانكس قيمته التقريبية لباي سنة 1873، إلا أن حساباته كانت صحيحة حتى الرتبة 527 فقط، وتم اكتشاف خطأ في الرتبة 528 سنة 1944 باستعمال الحاسوب. ورغم ذلك، تبقى قيمة شانكس لباي أكثر قيمة مضبوطة حتى اختراع الحواسيب.

بالإضافة إلى ذلك، قام شانكس بحساب قيمة العدد إي إلى 137 ثم إلى 205 رتب عشرية سنة 1871, و حسب ثابتة أويلر-ماسكيروني إلى 49 ثم إلى 101 رتبة عشرية سنة 1871. كما نشر جدولا للأعداد الأولية إلى 60,000 و حسب اللوغاريتم الطبيعي ل2،3,5، و 10 إلى 137 رتبة عشرية. كما حسب قيمة {\displaystyle 2^{12m+1}} لكل قيم m=1,2,...,60

## الحياة الشخصية
تزوج شانكس بجاين إليزابيث برينجل(1815-1904) في لندن سنة 1846. سنة 1847، انتقل للإقامة في بلدة هاوتون لو سبرينغ. سنة 1861، أصبح يمتلك مؤسسة داخلية في نفس البلدة وأقام بها حتى سنة 1881.

## الوفاة
توفي وليام شانكس في يونيو 1882، ودفن في مقبرة في هاوتون لو سبرينغ يوم 17 يونيو 1882.